# Мегабіз I
Мегабіз (Багабухша) I (кінець VI ст. до н. е. — початок V ст. до н. е.) — державний та військовий діяч Перської імперії Ахеменідів.

## Життєпис
Походив зі знатного перського роду. Син Зопіра. Згідно Ксенофонту за часів царя Кира II був сатрапом в Аравії, але це вважаться сумнівним.
У 522 році до н. е. долучився до змови проти царя Бардії, якого в подальшому оголосили самозванцем Гауматою. Згідно Геродоту після цього змовники обговорювали подальший стан урядування Персії. Мегабіз начебто пропонував встановити аристократичний лад, але більшість висловилася за монархію. В подальшому брав участь у придушенні повстань в імперії. Але це вважається легендою.
У 520—518 роках до н. е. як сатрап Геллеспонтської Фригії діяв проти грецьких міст Халкедон і Візантій, але без значного успіху. Першим висадився у південній Фракії. Звідси пересили частину племені пеонів до Малої Азії. Замінений на чолі військ Отаном.

## Родина
- Зопір, сатрап Вавилонії